# Mermessus inornatus
Mermessus inornatus là một loài nhện trong họ Linyphiidae.
Loài này thuộc chi Mermessus. Mermessus inornatus được miêu tả năm 1935 bởi Wilton Ivie & Barrows.